# BR-174
La BR-174 també coneguda com a Manaus - Boa Vista és una carretera longitudinal que uneix els estats de Roraima i Amazones (Estat Bolívar), posseeix un total de 974 quilòmetres. El seu extrems són les ciutats de Manaus i Pacaraima. És l'únic vincle de Roraima amb la resta del país, i la seva carretera més gran i principal. Encara que iniciada durant la dictadura militar, la conclusió de la seva pavimentació i senyalització es va dur a terme només en 1998, al govern de Fernando Henrique Cardoso.

En els seus prop de mil quilòmetres travessen regions de la selva amazònica i la sabana, i grans camps agrícoles. El BR- 174 acaba a la frontera entre Brasil i Veneçuela. El seu recorregut acaba en la carretera troncal 10 de Veneçuela, cap a la ciutat de Santa Elena de Uairén; des d'aquest punt es pot accedir a la capital, Caracas o la costa del Carib del país veí. Per tant, la BR- 174 és l'única frontera terrestre entre Brasil i Veneçuela, i una ruta turística significativa.
És criticada per la neteja ètnica feta cap al poble Waimiri-Atroari durant la construcció de la mateixa.